# E-Tower
La E-Tower es uno de los mayores más modernos y eficientes rascacielos de la ciudad de São Paulo, Brasil, está ubicada en la Rua Funchal en la zona sur y posee 149 m de altura, 39 plantas y su construcción terminó en 2005.
El proyecto de E-Tower debería haber tenido una altura mucho mayor, pero el intenso tráfico de helicópteros en la región motivó que el proyecto se cambiara al proyecto actual. Este edificio tiene el récord mundial de resistencia del hormigón armado establecido por el Guinness Book.